# Charles Dietz-Monnin
Pour les articles homonymes, voir Dietz et Monnin.
Charles Dietz-Monnin, né le 13 septembre 1826 à Barr et mort le 6 janvier 1896 à Paris 9e est un industriel et homme politique français.

## Biographie
D’une ancienne famille de filateurs d’Alsace, après des études aux lycées de Nancy et Strasbourg, Dietz est entré fort jeune dans l’industrie. En 1853, il entre, après avoir épousé la nièce d’Auguste Monnin-Japy en 1853, dans l'entreprise de quincaillerie et d’horlogerie Japy, dont il deviendra l’un des associés en 1863, avant de diriger la succursale parisienne.
Nommé, vers la fin du Second Empire, vice-président de la Chambre syndicale de la quincaillerie et juge au Tribunal de Commerce de la Seine, il est élu président de la Chambre de Commerce de Paris en 1882, et président de la Chambre syndicale de la quincaillerie en 1869.

Pendant le siège de 1870, il a organisé la cantine municipale du quartier de la Porte-Saint-Martin, ce qui l’a rendu populaire et lui a valu d’être élu, notamment avec le soutien par l’Union parisienne de la presse, député de la Seine aux élections complémentaires du 2 juillet 1871. Il siège au centre-gauche et soutient la politique de Thiers. Interrogé, au mois d’octobre 1873, sur l’attitude qu’il prendrait dans le cas où l’assemblée serait saisie d’une proposition de restauration monarchique, il a répondu :

« Enfant de l’Alsace, sans aucune attache politique avant mon élection, sans autre ambition que le relèvement de mon pays et l’espoir de voir rentrer un jour dans la grande famille française nos provinces perdues par une folie dynastique, je reste profondément attaché au grand citoyen qui a réduit la Commune et libéré le territoire et suis plus que jamais pénétré de maintenir et d’organiser la République conservatrice. »

Élu conseiller municipal de Paris, en 1874, par le quartier d’Auteuil, il est battu aux sénatoriales de 1876, de même qu’aux législatives de la même année. Par contre, il est désigné sénateur inamovible en 1882, par 150 voix sur 196 votants.

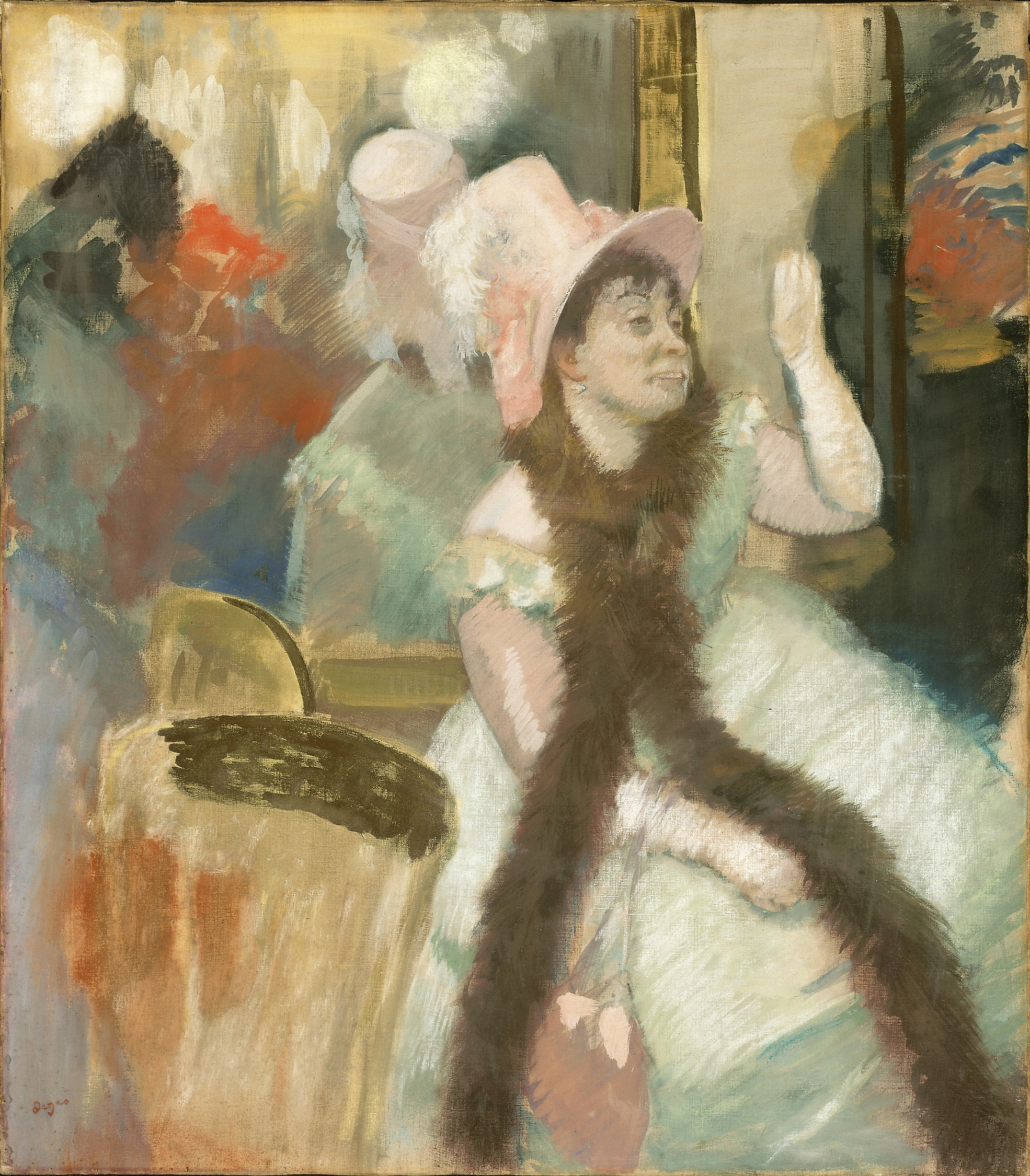
Portrait après un bal costumé. Portrait de Madame Dietz-Monnin par Edgar Degas, 1879 (Art Institute of Chicago).

Il a tenu, pendant 33 ans, un rang distingué dans toutes les grandes commissions et les jurys d’expositions françaises dans les grandes Chambres syndicales industrielles. Il a été Président de la Chambre de Commerce de Paris, l’un des fondateurs de la Société d’encouragement pour le commerce français d’exportation. Il était également président d’honneur de la Société pour la propagation des langues étrangères en France.
Président du Tribunal de commerce de la Seine, il s’investit beaucoup dans l’organisation des expositions universelles de 1867, où il
avait fait partie de l’un des jurys de l’Exposition. En 1876, il a fait partie de la section française du jury international de l’Exposition du Centenaire américain à Philadelphie. Il a pris une part très active à l’organisation de l’Exposition universelle de 1878, en qualité de directeur de la section française. Président des comités d’organisation de Sydney, de Melbourne, il a été nommé, en 1883, commissaire général pour la France, de l’Exposition d’Amsterdam, puis il a eu à s’occuper de l’Exposition d’Anvers, en 1885. Deux ans plus tard, président du comité de l’Exposition française de Moscou de 1891, il a dirigé l’Empereur et l’Impératrice de Russie dans leur visite à travers les sections de l’Exposition ; il a été, à cette occasion, nommé grand-croix de l’ordre Saint-Stanislas de Russie. Il a fait partie du Conseil supérieur de l’Exposition universelle de 1889 et été membre de la commission supérieure de l’Exposition universelle de 1900.
Ses compétences le désignaient pour faire partie du Comité consultatif des Chemins de fer, où il est entré en 1879, pour y siéger sans interruption pendant près dix-sept ans. Membre de la Commission des Chemins de fer à l’Assemblée Nationale, il a rédigé un rapport mémorable sur les tarifs de transport, tendant à réformer en profondeur la taxation alors en vigueur, œuvre radicale en la matière qui a obtenu la réforme qu’elle se proposait.
Homme de savoir pratique, il a été, au Sénat, rapporteur de plusieurs grandes questions d’affaires et sur des projets de loi relatifs au commerce. Son rapport sur le projet de loi relatif aux marques de fabrique et de commerce, a notamment abouti à la loi du 2 mai 1890. Son grand rapport du 11 novembre 1890, sur l’enquête proposée par lui-même avec Jean Bozérian et plusieurs de ses collègues, au sujet des fraudes tendant à faire passer pour français des produits fabriqués à l’étranger ou en provenant a été très remarqué.
À l’issue de ses obsèques, célébrées à Paris, le 9 janvier, au temple de l’Oratoire du Louvre, il a été inhumé au cimetière du Père-Lachaise, où aucun discours n’a été prononcé. Une voie parisienne, la villa Dietz-Monnin, a reçu son nom.

## Sources
- « Charles Dietz-Monnin », dans Adolphe Robert et Gaston Cougny, Dictionnaire des parlementaires français, Edgar Bourloton, 1889-1891 [détail de l’édition]
- « Charles Dietz-Monnin », dans le Dictionnaire des parlementaires français (1889-1940), sous la direction de Jean Jolly, PUF, 1960 [détail de l’édition], Dictionnaire des parlementaires français, Presses universitaires de France